# Переулок Вильгельма Габсбурга
Переулок Вильгельма Габсбурга — улица в историческом районе Одессы, от Коблевской до Нежинской улицы.

## История
В 1819 году упоминается как переулок между II и XXXI кварталами. Первое официальное название, Конный переулок, получил в 1865 году и именовался так до 5 октября 1874. Уже в 1870 появилась ещё одно название переулка — Ново-Базарный — по Новому рынку, что находился в конце переулка.
С установлением Советской власти переулок долгое время сохранял своё название. Только 1 апреля 1964 он был переименован в честь участника обороны Одессы и Севастополя во время Великой Отечественной войны, Героя Советского Союза, Николая Богданова. Так, под названием Переулок Богданова, он просуществовал до 2016 года. Согласно распоряжению председателя Одесской областной администрации, Михаила Саакашвили, этот переулок получил новое название в честь выдающегося украинского военно-политического деятеля, Вильгельма Габсбурга (также известного как Василий Вышиваный). Судя по всему, это произошло из-за путаницы с фамилиями, поскольку в перечень лиц, чьи фамилии подпадают под действие закона о декоммунизации, был внесён коммунист Михаил Богданов, который устанавливал советскую власть на Украине.